# Позорный стул
Позо́рный стул (англ. cucking stool) — вид наказания, использовавшийся в Англии с раннего Средневековья и до начала XIX века преимущественно в отношении женщин, обвиняемых в сквернословии, ведовстве или проституции. Существовало два вида этого наказания: их английские названия — cucking-stool и ducking-stool.
Первый, называвшийся также «стулом покаяния», в Англии был известен ещё со времён англосаксов. Наказание сводилось к тому, что женщину с непокрытой головой и голыми ногами привязывали к деревянному креслу и оставляли на пороге её дома или же привязывали к закреплённому на телеге брусу, находящемуся на возвышении, и провозили по улицам города под насмешки толпы. Есть также сведения, что подобным образом наказывали и мужчин, как правило — нечестных пекарей и пивоваров. Такая практика была распространена до середины XVI века, впоследствии же она уступила место ducking-stool, первые упоминания о котором относятся к началу XVII века.
Это наказание было более жестоким и применялось практически исключительно к женщинам за те же провинности. Женщину сажали в деревянное кресло (сохранившиеся образцы сделаны из дуба) и связывали железным обручем, чтобы она не могла выпасть из кресла. Затем кресла привязывали к длинной деревянной балке, прикреплённой к механизму наподобие качелей, и, подвезя этот механизм к берегу реки или пруда, погружали кресло с женщиной в воду; в разных случаях количество погружений могло быть различным. Существовали также несколько отличавшиеся по форме виды данного наказания, например, подобие тележки-«самосвала», которые предназначались для однократного, но более резкого погружения наказываемой в воду. В некоторых случаях наказание приводило к смерти женщины от шока. Эта практика сохранялась до начала XIX века: последние приговоры, включавшие это наказание, были вынесены в 1808 и 1817 годах, однако в последнем случае уровень воды в пруду оказался слишком низким, поэтому приговорённую просто провезли по городу до места наказания привязанной к креслу, а затем были вынуждены отпустить.